# 灰羽連盟
《灰羽連盟》（日语： / Ailes Grise）是基於安倍吉俊的同人誌為原作構成的電視動畫作品。於2002年10月至同年12月在富士電視台播放。全13話。

## 概要
本作品的世界觀與村上春樹小說《世界末日與冷酷異境》（源自中篇小說街與不確定的牆）中世界末日的世界觀有許多共同點（進入街以後會失去以前的記憶、鳥可以飛越現實與意義中的牆、進入森林是禁忌、每集的副標題、主角懷念歌曲的描寫）。原作安倍吉俊在與美國的『Animerica』訪談時，提到本作品前述部分有受到該小說的影響。此外，登場人物的台詞以及設定也在某部分受到村上春樹的其他作品影響（挪威的森林、聽風的歌、海邊的卡夫卡等等）。
登場人物們的深層心理描寫，獨特不可思議的世界觀，棕褐色調的壓抑色彩，唯美氣氛的背景，透明感洋溢的音樂等受到高度評價。即使觸及內心的主題與悲傷沉重的內容，也因為維持著良好平衡高品質的描寫引領觀眾最後邁向溫馨的結局。
在首映的當時，由於播映台富士電視台的動畫播放政策不明朗，因此本作品也多少受到影響，曾經有連續四週一次播出二集的事情發生。

## 劇情
從高空墜落的少女。不久後她從溢滿水的繭中醒過來。在古老建築物的一個房間裡迎接她的是背上擁有無法飛的灰色翅膀，被稱為「灰羽」的少女們。由繭裡時做的天空落下的夢，將少女命名為落下(ラッカ)。
故事敘述灰羽（Haibane）與人類這兩種生物共同生活在栗城中，主角落下（Rakka）新來乍到，學習如何以灰羽的身分生活，直到幫助另一灰羽礫（Reki）離開，從中引出名字、記憶、夢、罪、遺忘與傷害的探討。

## 登場人物

### 老房子
落下（Rakka）（ラッカ）（聲：廣橋涼）
動畫開始才出生的新生之子，開始的時候個性內向怕生，對週遭所有的一切都感到相當不安，但多虧了礫等人的溫柔對待，總算讓她逐漸融入他們的生活之中。
礫（聲：野田順子）
成為灰羽七年，現在是老房子灰羽中第二年長的，同時也是實際上照顧老房子裡灰羽最多的人。記得的夢境不完整，只記得在夢中一個人走在月光下的石子道路上。
空（聲：矢島晶子）
成為灰羽兩年，由於她夢到在空中漂浮，故取名為（空）。
河魚（聲：宮島依里）
老房子灰羽中最外向的灰羽。喜愛機械。做的夢是魚在河裡游泳，所以被取名為（河魚）。
光（聲：折笠富美子）
成為灰羽四年。因為在夢中看見光，所以被取名為（光），在老舊的麵包店打工，製作麵包的技術也很不錯，曾經偷偷拿光輪製作器的模子來做蛋糕。
眠（聲：村井每早）
成為灰羽九年，是老房子灰羽中最年長的，和礫同期，亦是礫的好友，她最關心的人也是礫。在老舊的圖書館工作，因為做到的夢是夢到自己在睡覺，所以被取名為（眠）。
大（聲：比嘉久美子）
老房子中居住的年幼灰羽。
花（聲：德永愛）
詳細年齡不詳，（約5～6歲）不過據本人的說法是因為喜歡花，所以稱呼為（花）。

### 離巢的灰羽
暗森（聲：久川綾）
暗森是已經離巢的灰羽，是在落下出生前就已經離去的灰羽，動畫中並沒有和落下見過，只有從礫所畫的畫像中見過她。

### 廢工廠的灰羽
冰湖（聲：鈴木千尋）
居住在廢工廠的男性灰羽，戴帽子遮住光輪以及穿遮住翅膀的衣服隱藏自己的灰羽身分，是礫幼時的好友。
綠（聲：水野愛日）
居住在廢工廠的女性灰羽，名字的來源不明。

## 製作人員
- 原作、脚本、系列構成：安倍吉俊
- 導演：所智一
- 副導演、設定輔佐：大森貴弘
- 人物設計：高田晃
- 設計效果：金澤洪充
- 美術監督：片平真司
- 色彩設計：遠藤菜緒美
- 合成製作：長牛豐
- 錄音演出：本山哲
- 音樂：大谷幸
- 動畫製作：RADIX
- 製作：光輪密造工房、富士電視台

## 主題曲
片頭曲
作詞 - 畑亜貴 / 作曲 - 大谷幸 / 歌 - 伊藤真澄、上野洋子
片尾曲「Blue Flow」
作詞 - 畑亜貴 / 作曲 - 伊藤真澄 / 歌 - Heart of Air

## 各話列表
| 話數 | 副標題 | 分鏡              | 演出           | 作画監督                              |
| ---- | ------ | ----------------- | -------------- | ------------------------------------- |
| 1    |        | 所智一            | 所智一         | 高田晃                                |
| 2    |        | 大森貴弘          | いまざきいつき | 工藤柾輝                              |
| 3    |        | しまづあきとし    | 木村寛         | 日高真由美                            |
| 4    |        | 高田淳            | 高田淳         | 氏家章雄                              |
| 5    |        | 吉川浩司          | 吉川浩司       | 清水貴子                              |
| 6    |        | しまづ聡行 坂本鄉 | 渡辺健一郎     | 吉野真一、下坂英男                    |
| 7    |        | いまざきいつき    | いまざきいつき | 工藤柾輝、茂木琢次 高田晃             |
| 8    |        | 大森貴弘          | 大森貴弘       | 田中雄一                              |
| 9    |        | 高田淳            | 高田淳         | 氏家章雄                              |
| 10   |        | 吉川浩司          | 吉川浩司       | 清水貴子                              |
| 11   |        | しまづ聡行        | 荒川真嗣       | 井口忠一                              |
| 12   |        | 高田淳 山本裕介   | 境橋渡         | 吉野真一、斎藤新明 山下敏成、阿部智之 |
| 13   |        | しまづ聡行        | 渡辺健一郎     | 高田晃                                |

## 相關商品
以下未特殊注明皆為日本當地資料

### DVD
- 灰羽連盟 COG.1
- 灰羽連盟 COG.2
- 灰羽連盟 COG.3
- 灰羽連盟 COG.4
- 灰羽連盟 COG.5
COG.1收錄一話、其餘都是三話。

灰羽連盟 TV-BOX
低價版 全部使用雙層片的三片盒裝。RONDO ROBE SELECTION的TV系列。
台灣版
- 灰羽連盟 COG.1
- 灰羽連盟 COG.2
- 灰羽連盟 COG.3
- 灰羽連盟 COG.4
- 灰羽連盟 COG.5
COG.1收錄一話、其餘都是三話。
- 音樂CD+動畫圖庫

### Blu-ray
灰羽連盟 Blu-ray BOX
使用現今影音效果最優良的Blu-ray儲存並盒裝化。本篇三片與影像特典一片共四片Blu-ray以及原聲帶兩片CD。於2010年10月開始期間限定販售。

### CD
灰羽連盟原聲帶「ハネノネ」

採用簡單主樂器的樂團、大谷幸的樂曲。大谷本人還參與鋼琴的演奏。收錄了含片頭曲「Free Bird」完整版以及片尾曲「Blue Flow」電視版、最終話的片尾曲「LOVE WILL LIGHT THE WAY」，共19首。
灰羽連盟アウト オブ トラックス「プチノネ」
包含最終話使用的「月と蒼い影」及「慟哭」，收錄原聲帶中未收錄的曲子，共12首。作為灰羽連盟DVD COG.3的初回特典（台灣版是直接包含在盒裝中的「CD+動畫圖庫」）。Blu-ray BOX亦有包含。
灰羽連盟イメージアルバム「聖なる憧憬」
伊藤真澄與上野洋子主唱。落下（ラッカ）、河魚（カナ）、光（ヒカリ）、眠（ネム）、空（クウ）、礫（レキ）的故事主題曲集。
エンディングテーマ「Blue Flow」
收錄伊藤真澄演唱及作曲的團體「Heart of Air」的片尾曲「Blue Flow」單曲CD。作詞是畑亞貴。附贈曲是在本編中常使用的「Ailes Grises」編曲（已收錄在原聲帶「ハネノネ」）的「硝子の夢」。

### 畫集
グリの街、灰羽の庭で ―安倍吉俊灰羽連盟画集
DVD與CD的相關商品，包含動畫本篇及同人誌的未發表作品，以本篇的故事重製。

### T恤
灰羽連盟×MARS SIXTEEN系列
Blu-ray的發售紀念。（2011年3月迄今有二作品）

## 原作
本作品是由以下同人誌為基礎。
- 1998年冬 （插畫集）
- 2000年夏 （漫畫）
- 2001年夏 （漫畫）
- 2002年夏 （設定集）
- 2002年冬 （漫畫）

這些同人誌故事只是動畫中的部份故事。然而本作品的劇本集有在同人誌發行。

## 外部連結
- 灰羽聯盟 首頁（日語）
- 灰羽联盟(Charcoal Feather Federation)专题 （页面存档备份，存于）